# The Anthology... So Far
The Anthology... So Far es un triple álbum recopilatorio del músico británico Ringo Starr, publicado por Eagle Records en 2001. 
El triple álbum reúne canciones interpretadas en directo durante las seis primeras ediciones de la All-Starr Band, un grupo liderado por Ringo e integrado por un número variable de celebridades musicales. En The Anthology... So Far figuran músicos como Randy Bachman, Gary Brooker, Jack Bruce, Tim Cappello, Eric Carmen, Felix Cavaliere, Clarence Clemons, Burton Cummings, Rick Danko, Dr. John, Dave Edmunds, John Entwistle, Peter Frampton, Levon Helm, Jim Keltner, Simon Kirke, Nils Lofgren, Billy Preston, Mark Rivera, Todd Rundgren, Timothy B. Schmit, y el hijo de Ringo, Zak Starkey.
Además de material inédito de las giras de 1995, 1997 y 2000, The Anthology... So Far incluye la mayoría de las canciones incluidas en tres álbumes en directo publicados con anterioridad: Ringo Starr and His All-Starr Band, Ringo Starr and His All Starr Band Volume 2: Live From Montreux y Ringo Starr and His Third All-Starr Band.
A pesar de ser recibido con reseñas positivas por parte de la prensa musical, The Anthology... So Far no entró en ninguna lista de éxitos.

## Lista de canciones

### Disco uno
1. "It Don't Come Easy" (Richard Starkey) – 3:15
2. "No No Song" (Hoyt Axton/David Jackson) – 3:31
3. "Iko Iko" (Rosa Lee Hawkins/Barbara Ann Hawkins/Joan Marie Johnson) – 6:09
  - Interpretada por Dr. John
4. "The Weight" (Robbie Robertson) – 5:58
  - Interpretada por Levon Helm
5. "Shine Silently" - (Nils Lofgren/Dick Wagner) – 6:46
  - Interpretada por Nils Lofgren
6. "Honey Don't" (Carl Perkins) – 2:44
7. "Quarter To Three" (Frank Guida/Eugene Barge/Joseph Royster/Gary Anderson) – 3:54
  - Interpretada por Clarence Clemons
8. "Raining In My Heart" (Buddy Holly) – 5:20
  - Interpretada por Rick Danko
9. "Will It Go Round In Circles" (Billy Preston) – 4:22
  - Interpretada por Billy Preston
10. "Life In The Fast Lane" (Joe Walsh/Glenn Frey/Don Henley) – 6:47
  - Interpretada por Joe Walsh
11. "Desperado" (Don Henley/Glenn Frey) – 2:59
  - Interpretada por Joe Walsh
12. "Norwegian Wood" (John Lennon/Paul McCartney) – 2:54
  - Interpretada por Peter Frampton
13. "Walking Nerve" (Nils Lofgren) – 4:28
  - Interpretada por Nils Lofgren
14. "Boris The Spider" (John Entwistle) – 2:41
  - Interpretada por John Entwistle
15. "Some Kind Of Wonderful"
  - Interpretada por Mark Farner
  - Incluida de forma exclusiva en la edición estadounidense
16. "You're Sixteen" (Richard Sherman/Bob Sherman) – 3:15
17. "Photograph" (Richard Starkey/George Harrison) – 4:22

### Disco dos
1. "The Really "Serious" Introduction" – 2:01
  - Introducción de Quincy Jones
2. "I'm The Greatest" (John Lennon) – 3:30
3. "Don't Go Where The Road Don't Go" (Richard Starkey/Johnny Warman/Gary Grainger) – 4:28
4. "I Can't Tell You Why" (Don Henley/Glenn Frey/Timothy B. Schmit) – 5:09
  - Interpretada por Timothy B. Schmit
5. "Girls Talk" (Elvis Costello) – 3:31
  - Interpretada por Dave Edmunds
6. "People Got To Be Free" (Felix Cavaliere/Eddie Brigati) – 4:53
  - Interpretada por Felix Cavaliere
7. "Groovin'" (Felix Cavaliere/Eddie Brigati) – 4:58
  - Interpretada por Felix Cavaliere
8. "Act Naturally" (Voni Morrison/Johnny Russell) – 2:41
9. "Takin' Care Of Business" (Randy Bachman) – 7:37
  - Interpretada por Randy Bachman
10. "You Ain't Seen Nothin' Yet" (Randy Bachman) – 3:45
  - Interpretada por Randy Bachman
11. "In The City" (Joe Walsh/Barry DeVorzon) – 4:55
  - Interpretda por Joe Walsh
12. "Bang The Drum All Day" (Todd Rundgren) – 3:34
  - Interpretada por Todd Rundgren
13. "Black Maria" (Todd Rundgren) – 5:32
  - Interpretada por Todd Rundgren
14. "American Woman" (Burton Cummings/Randy Bachman/Gary Peterson/Michael Cale) – 5:59
  - Interpretada por Burton Cummings
15. "Weight Of The World" (Brian O'Doherty/Fred Velez) – 3:36
16. "Back Off Boogaloo" (Richard Starkey) – 3:19

### Disco tres
1. "Yellow Submarine" (John Lennon/Paul McCartney) – 3:31
2. "Show Me The Way" (Peter Frampton) – 5:06
  - Interpretada por Peter Frampton
3. "Sunshine Of Your Love" (Jack Bruce/Pete Brown/Eric Clapton) – 7:46
  - Interpretada por Jack Bruce
4. "I Hear You Knocking" (Pearl King/Dave Bartholomew) – 2:58
  - Interpretada por Dave Edmunds
5. "Shooting Star" (Paul Rodgers) – 6:02
  - Interpretada por Simon Kirke
6. "Boys" (Luther Dixon/Les Farrell) – 2:41
7. "Baby I Love Your Way" (Peter Frampton) – 5:12
  - Interpretada por Peter Frampton
8. "A Salty Dog" (Gary Brooker/Keith Reid) – 4:45
  - Interpretada por Gary Brooker
9. "I Feel Free" (Jack Bruce/Pete Brown) – 3:37
  - Interpretada por Jack Bruce
10. "All Right Now" (Paul Rodgers) – 4:37
  - Interpretada por Simon Kirke
11. "I Wanna Be Your Man" (John Lennon/Paul McCartney) – 3:09
12. "A Whiter Shade Of Pale" (Gary Brooker/Keith Reid) – 6:20
  - Interpretada por Gary Brooker
13. "Hungry Eyes" (John DiNicola/Franke Previte) – 3:50
  - Interpretada por Eric Carmen
14. "All By Myself" (Eric Carmen/Rajmáninov) – 7:42
  - Interpretada por Eric Carmen
15. "With a Little Help from My Friends" (John Lennon/Paul McCartney) – 5:24